# Coyotepec (stad)
Coyotepec är en stad i Mexiko, och huvudorten för kommunen Coyotepec i delstaten Mexiko. Coyotepec ligger i den centrala delen av landet och tillhör Mexico Citys storstadsområde. Staden hade 35 677 invånare vid folkmätningen 2010. En del av den västra delen av staden ligger i kommunen Tepotzotlán och kallas Ejido del Coyotepec.